# الحزمة (مأرب)

تعديل مصدري - تعديل

الحزمة هي إحدى قرى عزلة ال راشد منيف بمديرية مأرب التابعة لمحافظة مأرب، بلغ تعداد سكانها 1181 نسمة حسب تعداد اليمن لعام 2004.